# Perestó
Perestó (szlovénül: Pertoča, vendül Pertoče, németül: Sankt Helena) falu a Muravidéken, Szlovéniában. Közigazgatásilag Szarvaslakhoz tartozik.

## Fekvése
Muraszombattól 22 km-re északnyugatra, Felsőlendvától 7 km-re délnyugatra a Vendvidéki-dombság a Goričko területén  az osztrák határ közelében fekszik.

## Története
A települést 1365-ben "Myklouafolua" néven említik először. 1366-ban "Gyurgfiamyklowsfalua al. nom. Gezloufalua" alakban szerepel. Felsőlendva várának tartozéka volt. A Széchy család birtoka volt, akik Felsőlendva várát a hozzátartozó 73 faluval, köztük György fia Miklósfalvával a mai Perestóval együtt 1365-ben kapták I. Lajos magyar királytól Éleskő és Miskolc uradalmáért, valamint a Szent Péter és Pál apostolok tiszteletére létesült tapolcai apátság kegyuraságáért cserébe. Szent Ilona tiszteletére szentelt plébániatemplomát 1425-ben említik először.
A reformáció itt is elterjedt, 1600-ban a templom már evangélikus egyházközség központja volt, ahova Vasvecsés, Rétállás, Kismáriahavas, Határfalva és Gedőudvar falvak tartoztak. A plébánia anyanyelve német volt, 1615-ben evangélikus lelkészét is említik. A templomot az ellenreformáció hatására 1680-ban visszakapták a katolikusok.
A Széchy család fiágának kihalása után 1685-ban Felsőlendva új birtokosa Nádasdy Ferenc, Széchy Katalin férje lett. Ezután az uradalommal együtt egészen a 19. század második feléig a Nádasdyaké. 1698-ban az egyházi vizitáció jegyzőkönyvében már Pertocsa néven szerepel.
Vályi András szerint „PERTOCSA. Elegyes tót falu Vas Vármegyében, földes Ura Gróf Nádasdy Uraság, lakosai katolikusok, fekszik Stájer Ország mellett, határja síkos, szőleje van, réttyei jó szénát teremnek, fája van mind a’ kétféle, legelője elég, fuharozással is pénzt kereshetnek, első osztálybéli.”
Fényes Elek szerint „Pertócsa, vindus f., Vas vgyében, a felső-lendvai uradalomban, 484 kath. lak., paroch. templommal.”
Vas vármegye monográfiája szerint „Perestó. Lendvamenti község, 109 házzal és 605 r. kath. és ág. ev. vallású vend lakossal. Postája Szarvaslak, távírója Szt.-Gotthárd. Katholikus temploma a XVI. században épűlt. Kegyura gróf Széchenyi Tivadar. Határában fogják elvezetni a tervezett gyanafalva-muraszombati vasútat.”
Az 1848–49-es forradalom és szabadságharcnak Perestó is adott honvédeket, ezek: Szegevi István, Sajt István, Sajt József, Hauzsár János, Menczigár János, Csontola János (Károlyfán sorozták be), Fleischhakker János (Muracsermelyen sorozták be), Koszednár István (Vashidegkúton sorozták be), Turha István (Vasvecsésen sorozták be).
1910-ben  597, túlnyomórészt szlovén lakosa volt. A trianoni békeszerződésig Vas vármegye Muraszombati járásához tartozott.  1919-ben  először a de facto Vendvidéki Köztársasághoz, majd a Szerb–Horvát–Szlovén Királysághoz csatolták, mely 1929-ben a Jugoszlávia nevet vette fel. 1941-ben újra visszakerült Magyarországhoz, majd 1945 után véglegesen Jugoszlávia része lett. 1991-ben, Szlovénia függetlenségének kikiáltása óta Szlovénia része. 2002-ben 479 lakója volt.

## Nevezetességei
- Szent Ilona tiszteletére szentelt plébániatemploma 1425-ben már állt. 1962 és 1963 között teljesen átépítették, a régi templomból csak a szentély és a harangtorony maradt meg.
- A falu híres szlovén kulturális emléke a 256 vend nyelvű templomi éneket, egy világi éneket, egy litániát és egy passiót tartalmazó perestói énekeskönyv.

## Híres emberek
- Itt született 1776 körül és itt volt iskolamester Kousz György magyarországi szlovén kántortanító a perestói énekeskönyv szerzője.
- Itt volt káplán majd plébános 1790 és 1822 között Pauli István  a perestói énekeskönyv másik feltételezett szerzője.